# Nueva guerra fría de Medio Oriente
La nueva guerra fría de Medio Oriente es un enfrentamiento no-bélico entre Irán y Arabia Saudita que comenzó en 1979 después de la Revolución Iraní. Este conflicto se caracteriza porque ambos actores sólo se han enfrentado en proxy wars (guerras indirectas), es decir, intervienen en problemáticas de la región sin haber un enfrentamiento directo entre ellos, tal como la relación que tuvieron la URSS y Estados Unidos durante la Guerra Fría. Además del dominio geopolítico de la región, ambos países se disputan el predominio económico y petrolero. La zona del golfo y El Sham es su área pivote o su área de influencia.

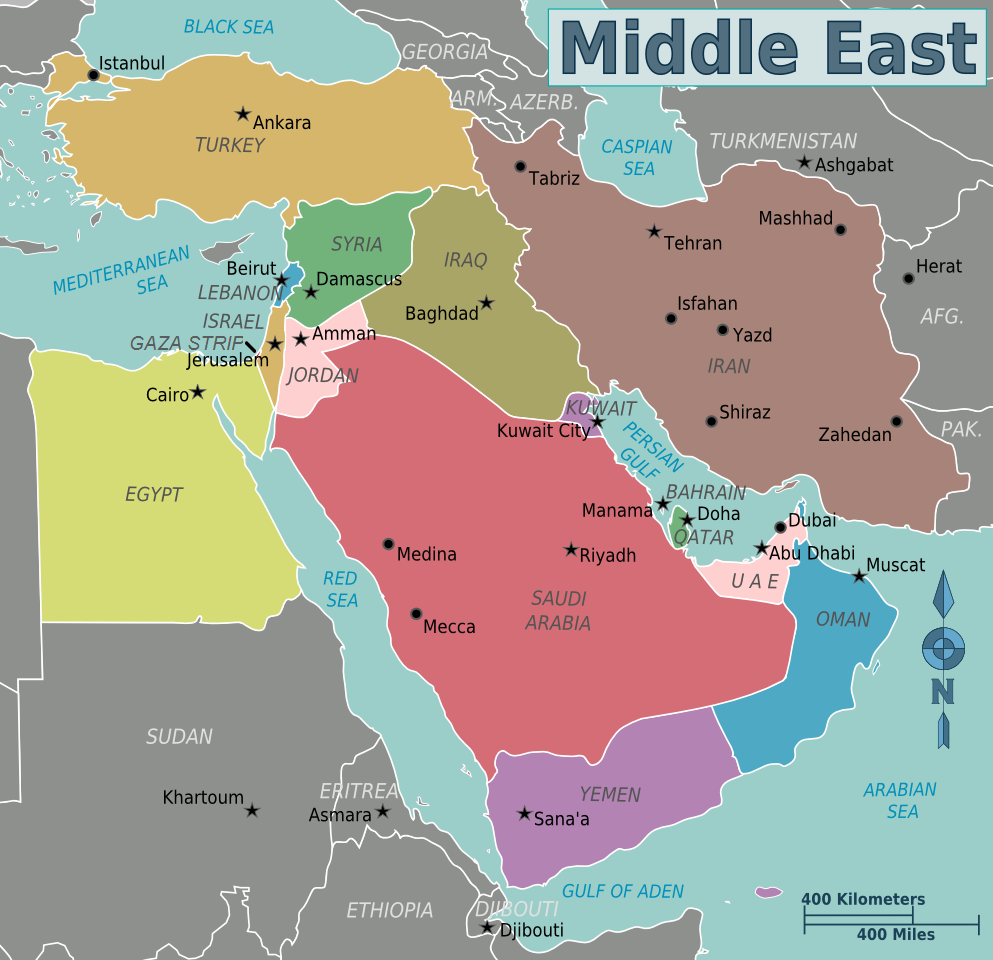
Mapa de Medio Oriente

Irán presenta la ideología anti-monárquica, antiimperialista y antiestadounidense y pretende ser el representante de los oprimidos. Este discurso de solidaridad regional le ha permitido desarrollar su propia política paradójicamente imperialista en nombre de la revolución y un intervencionismo iraní por medio del despliegue de la Guardia Revolucionaria Iraní como medida de defensa de los más débiles. Este intervencionismo ha sido utilizado en los últimos años en Líbano, Irak, Yemen, Palestina y Siria. El pragmatismo ha sido la principal herramienta de política exterior de Arabia Saudita; por medio del patronazgo es que se ha consolidado como potencia regional frente al antagonismo que representa Irán. La dinámica de ambos patronatos se ha profundizado con la ayuda de un discurso sectario divisorio sunita-chiita como forma de legitimación entre los países de Oriente Medio.

## Antecedentes
La disputa entre estos países de Medio Oriente origina después de la Revolución iraní en donde el gobierno secular del shá fue sustituido por una teocracia islámica chiita. Esto provocó que Irán se alejara de su antes aliado en la región por sus posturas opuestas en cuanto a la religión de Estado y su relación con occidente. La Nueva Guerra Fría de Medio Oriente se desarrolla en el contexto de la Guerra subsidiaria irano-saudí.

### Datos generales de los actores participantes

#### Arabia Saudita
Es un país situado en Medio Oriente, y que se extiende a lo largo de la casi-totalidad de la península árabiga. 
El Estado saudí moderno fue fundado en 1932 por Abd Al-Aziz bin Abd Al-Rahman Al Saud (Ibn Saud). Tal como lo establece la Ley Básica de Arabia Saudita, el control gubernamental ha estado en manos de la Casa Saúd desde su origen hasta hoy en día.

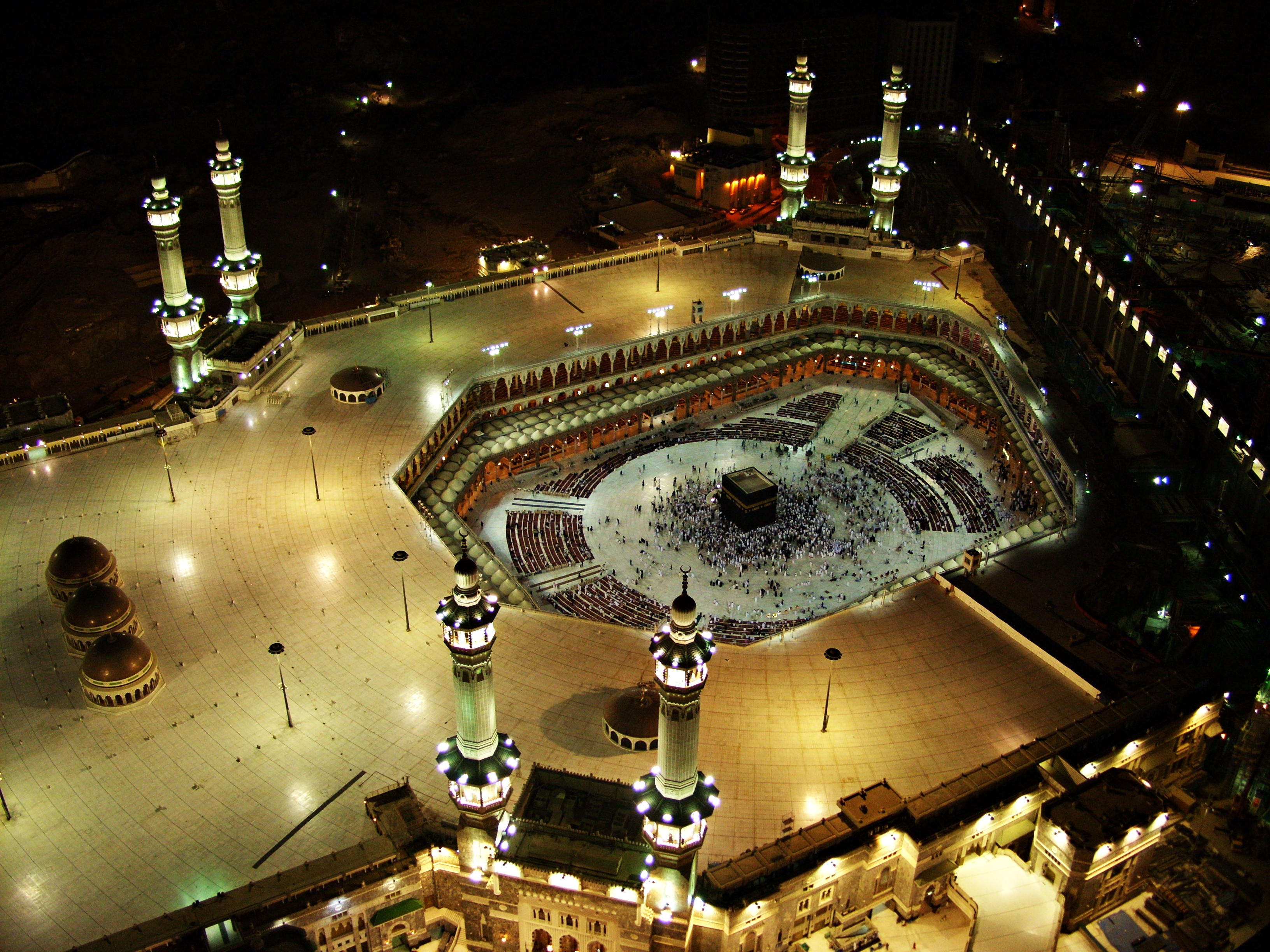
La Meca, principal lugar de importancia islámica y sede del peregrinaje (Hajj) anual.

La importancia religiosa del país es que es el lugar de origen del profeta Mahoma y la cuna de la civilización musulmana. Además, La Meca y Medina, los dos sitios más importantes del islam, se encuentran en Arabia Saudita.

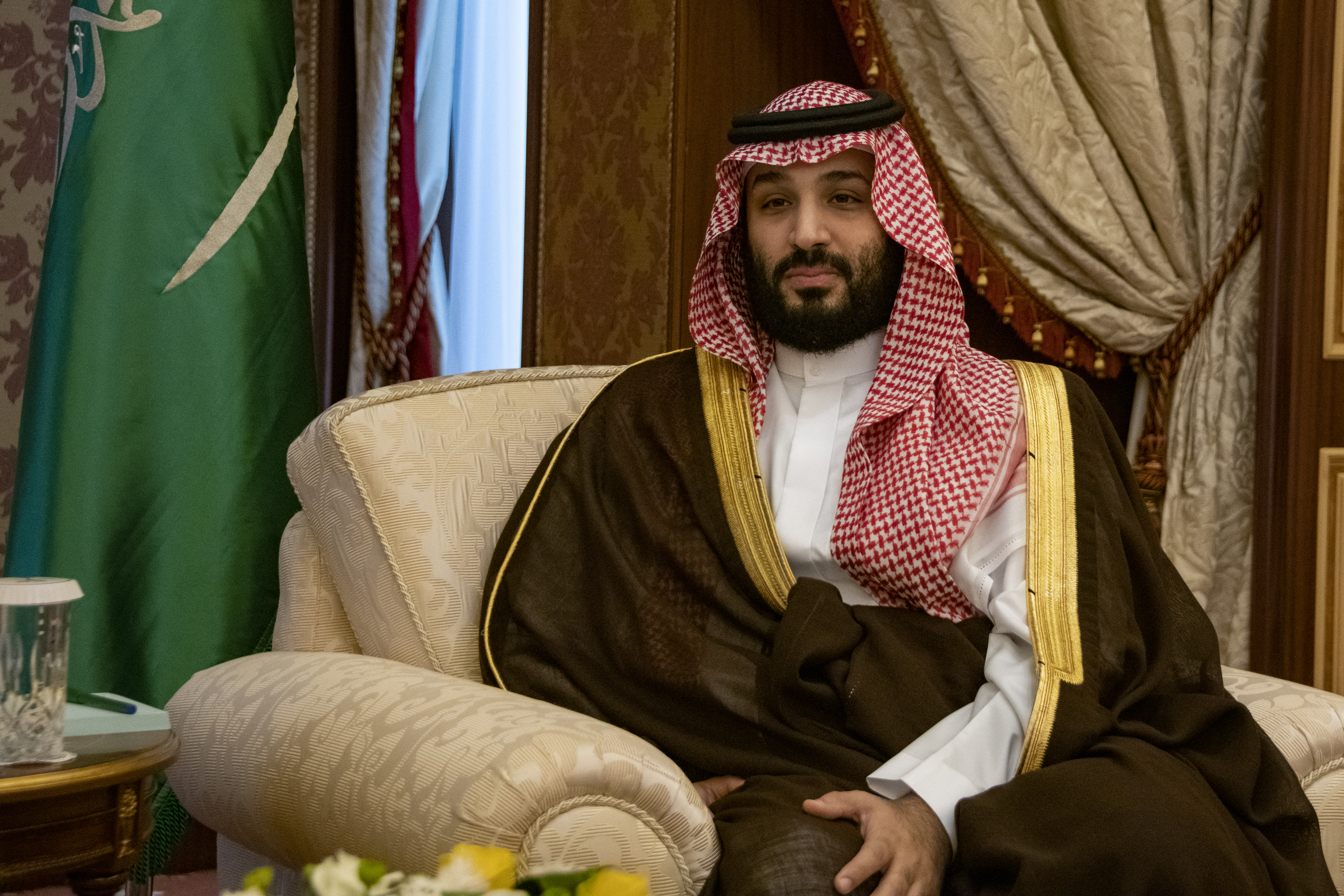
Mohammad bin Salmán, príncipe heredero de Arabia Saudita.

Durante el gobierno del rey Abdalá bin Abdulaziz (2005-2015) se implementaron políticas ideológicas y de pragmatismo político para modernizar al país al introducir iniciativas económicas, oportunidades laborales para la mujer, apertura a la inversión extranjera, entre otras. Desde 2015 el trono está en manos del rey Salmán bin Abdulaziz, quien decidió expandir aún más las políticas de modernización al eliminar la prohibición de las mujeres a manejar, la implementación de reformas educativas, la elaboración de iniciativas verdes y se llevaron a cabo as primeras elecciones celebradas en el reino saudí se llevaron a cabo en 2005 y 2011 en donde se eligieron a consejeros municipales. Se espera que Mohamed bin Salmán, príncipe heredero y vice primer ministro actual continúe con la ideología de modernización que comenzaron sus antecesores. 
Es uno de los principales productores de petróleo y gas natural en el mundo, además de contar con el 17% de las reservas mundiales probadas para el año 2020. Tras su incorporación a la Organización Mundial del Comercio en 2005 se ha dado una diversificación económica importante en el país, misma que se ve reflejada en la Visión 2030 impulsada por el príncipe heredero.
Es miembro de la OPEP, del Consejo de Cooperación para los Estados Árabes del Golfo,  La Liga de los Estados Árabes y La Organización para la Cooperación Islámica.

#### Irán
Es el país situado entre Irak y Pakistán que colinda con el Golfo de Omán, el Golfo Pérsico y el Mar Caspio. Desde su revolución en 1979 ha tenido un gobierno teócrata islamita chiita cuyo líder supremo es la figura del Ayatolá. Cuenta con una economía de Estado que se dedica primordialmente a la producción y exportación de petróleo y gas natural, así como ciertos productos agrícolas como trigo, caña de azúcar, jitomate, papa, naranja y manzana, entre otros. Empero, el sector de servicios iraní se ha visto afectado por una fuerte inflación en los últimos años debido a las sanciones internacionales lo que ha disminuido la inversión extranjera y ha causado inestabilidad a nivel nacional.

### Relación antes de 1979
El islam chiita se estableció en Irán en el siglo diecisiete durante el reinado de la dinastía safávida. Por otro lado, la casa Saud, establecida en 1720, adoptó el wahabismo ultra-conservador como religión de su gobierno.
Durante la Guerra Fría Irán y Arabía Saudita fueron aliados de Estados Unidos, conocidos como Twin Pillars Policy[1] puesto que fueron los pilares de seguridad que se encargaron de contener la influencia soviética en el golfo. Irán le brindaba apoyo armamentista a las tropas estadounidenses mientras que Arabia Saudita le daba financiamiento[2]. 
Ambos regímenes, el de Mohammad Reza Pahleví en Irán y el del rey Jálid bin Abdulaziz eran respaldadas por Estados Unidos y demás países de occidente. La relación con Estados Unidos se vio reflejada, además, en el apoyo que recibió el gobierno iraní en el golpe de Estado de 1953 que depuso al primer ministro Mohammad Mosaddegh y para otorgarle el total control del poder a Mohammad Reza Pahleví. El propóstio del shá de Irán era modernizar y occidentalizar el país.
Durante la Guerra Civil de Yemen del Norte (1962-1970) ambos países apoyaron a la monarquía yemení mandando tropas que combatieran al Egipto de Nasser que pugnaba por la consolidación de una república árabe.

### Consecuencias de la Revolución iraní para las relaciones entre Irán y Arabia Saudita
Irán cambió de ser una nación secular hacia una teocracia revolucionaria que pretendía exportar su modelo ideológico al resto de los países de la región para poder derrocar a los gobernantes títere de Estados Unidos. Esta ideología dio origen a la crisis de los rehenes en Irán donde un grupo de estudiantes iraníes mantuvo cautivos a 52 americanos en la embajada estadounidense en Teherán desde 1979 hasta 1981. 
Por su parte, Arabia Saudita impuso el wahabismo radical a después del incidente de la Gran Mezquita, actos terroristas realizados por islamistas islámicos en 1979.
El argumento religioso ha sido utilizado por ambos regímenes para respaldar las mutuas ofensivas. Una de dichas ofensivas se llevó a cabo en la provincia oriental de Arabia Saudita de mayoría chiita, en donde se encuentra la mayor parte de las reservas petroleras, por lo que la monarquía decidió ejercer mayor control sobre la región y disminuir sus vínculos con Irán. A su vez, Irán comenzó a tomar medidas en contra de la provincia de Juzestán, región donde se encuentra el 80% de los yacimientos petrolíferos iraníes y cuya población contaba con un número importante de residentes sunitas.

## Importancia del sectarismo religioso
Las problemática sectaria islámica tiene origen en el siglo séptimo de la era cristiana al dividirse la comunidad musulmana tras el conflicto de sucesión. Desde 632, año de la muerte del profeta Muhammad, se dividió el islam entre sunitas y chiitas. Esta división ha permeado hasta la actualidad. Por un lado está el sunismo ortodoxo wahabita de Arabia Saudita y por el otro el chiismo duodecimano enraizado en Irán durante décadas. Actualmente el 80% de los musulmanes en el mundo son sunitas. 
Ambos países defienden la postura de ser el emblema del verdadero islam con el pretexto de afianzar su poderío en la región. En la disputa religiosa saudí-iraní lo que está en juego es la jerarquización de las relaciones de vecindad, las cuotas de influencia y poder que resultarían en el liderazgo regional.

## Conformación de bloques
Estados pro-saudí: Emiratos Árabes Unidos, Baréin, Kuwait, Jordania y Egipto.
Estados pro-Irán: Irak
Estados Neutrales: Yemen, Líbano, Catar.
Estados que apoyan a ambos países: Libia y Pakistán.
Estados no-alineados: Israel

### Conflictos en los que se han enfrentado

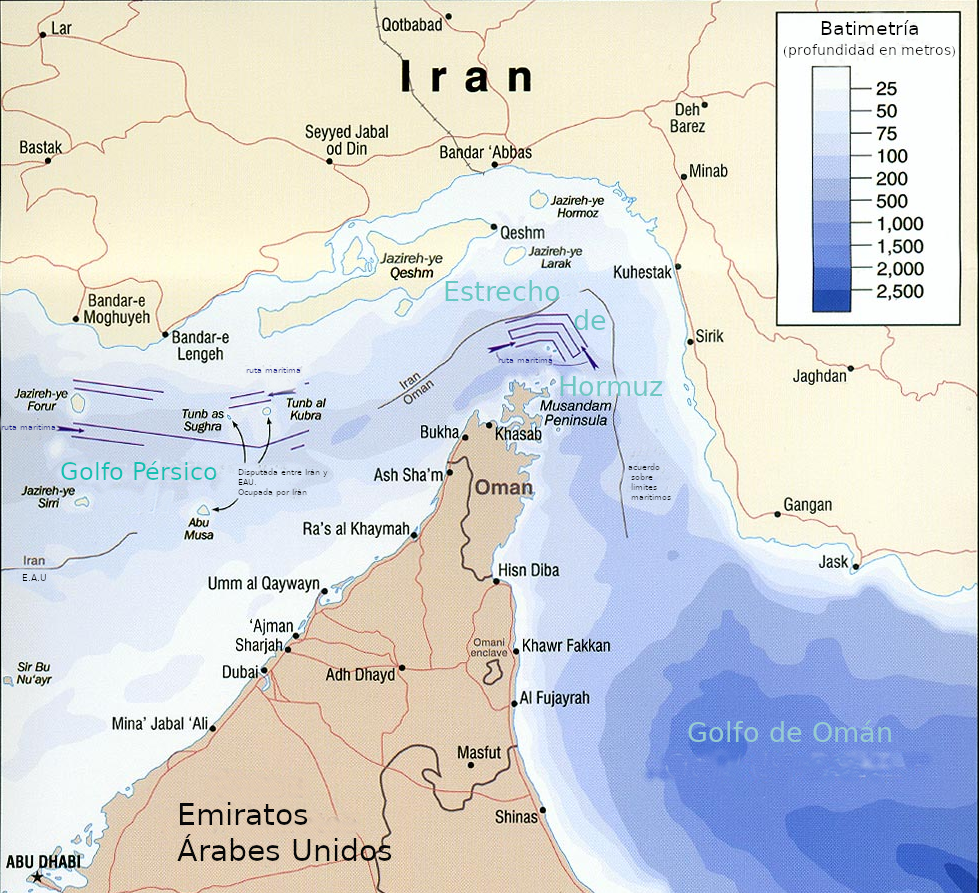
Estrecho de Ormuz

- Guerra Irán-Irak (1980-1988)
- Guerra del golfo (1990-1991)
- Guerra civil en Yemen
- Guerra civil siria

- Cuestión Palestina[7]

- Primaveras Árabes

- Guerra de Irak (2003-2011)

##### Regiones en disputa
- Estrecho de Ormuz
- Bab al-mandeb
- Puerto de Adén

#### Impacto de las Primaveras Árabes
Desde el estallido de las llamadas Primaveras Árabes, Irán y Arabia Saudita han combatido desde esquinas opuestos en los conflictos en Siria, Irak, Túnez, Egipto y Yemen que resultaron en un vacío de poder que ambos países han aprovechado para implementar su ideología y apoyar a aquellos que consideren sus aliados. La intervención de ambos Estados se describe a continuación.
- Baréin: Irán apoyó protestas chiitas antigubernamentales. Arabia Saudita mandó tropas para apoyar a la monarquía Al-Khalifa.
- Irak: fuerzas de la Guardia Revolucionaria Iraní fueron enviadas para participar en el conflicto.
- Siria: Irán apoya al régimen chiita de Bashar Al-Assad mientras que Arabia Saudita da asistencia militar y financiera a los grupos disidentes sunitas. Nuevamente se puede apreciar la participación de la Guardia Revolucionaria Iraní.
- Líbano: Irán apoya a Hezbolá, grupo militante chiita que cuenta con un grupo militar armado de gran importancia y además tiene un ala política. Arabia Saudita apoya al gobierno libanés en su disputa contra Hezbolá.
- Yemen: Irán apoya a los Hutíes que controlan la capital del país. Por su parte AS apoya al régimen yemení que se enfrenta a los avances hutíes.[8]

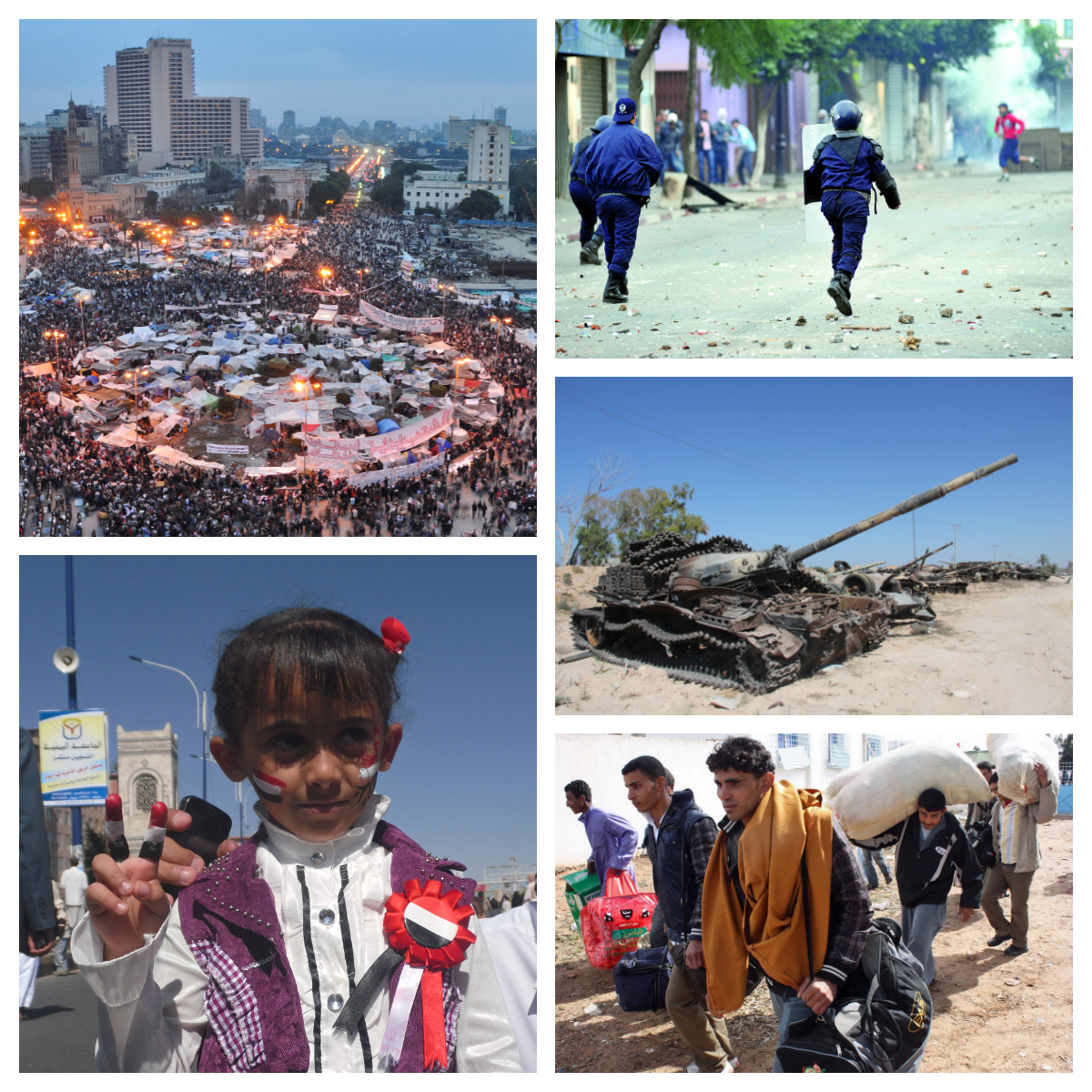
Primaveras Árabes

- Primaveras ÁrabesIsrael: Irán y Hamás son aliados. Irán brinda apoyo y financiamiento a Hamás para su lucha por la Cuestión Palestina. AS oficialmente no reconoce a Israel, pero se dice que tienen una alianza no-oficial para combatir la influencia iraní.

#### Personajes de relevancia para el conflicto
- Muhammad Bin Salman: su intervención en el conflicto está ligado al interés en su derecho de sucesión. Es la figura de la modernidad saudí aunque su imagen no es bien recibida por occidente debido a su implicación en el asesinato del periodista Kamal Khasshoggi, columnista de The Washington Post.
- Ayatolá Khomeini: propulsor de la revolución iraní y la consolidación de la teocracia chiita.
- Familia Al-Ash Sheikh: principal familia religiosa en Arabia Saudita, descendientes de Muhámmad ibn Abd-al-Wahhab, fundador del wahabismo saudí. Debido a que ocupan importantes puestos religiosos en el país, además de estar ligadas por matrimonios mixtos a la Casa Saúd, es primordial su influencia para la legitimidad de la familia Saúd en el poder.
- Nimr Al-Nimr: clérigo chiita que fue condenado a muerte y ejecutado por Arabia Saudita en 2016. Fue una figura popular entre las minorías chiitas en Arabia Saudita por su activismo y las denuncias a la represión saudí en contra de los chiitas. Fue un fuerte crítico a la monarquía saudí y propugnaba el derecho a elecciones libres y justas. Estos hechos fueron interpretados como injerencia por parte del gobierno iraní, lo que resultó en la acusación de Al-Nimr de actos terroristas y la subsecuente sentencia de muerte. Al-Nimr se convirtió en el emblema de a oposición chiita ante la represión saudí.  Tras su muerte hubo protestas en Irak, Baréin Yemen y Pakistán. En Irán las protestas resultaron en el incendio del consulado saudí en Mashhad, Irán[9] y la embajada saudí en Teherán.[10] Esto resultó en el cese de relaciones diplomáticas y bilaterales.
- Qassem Soleimani: fue el general iraní que desarrolló las operaciones de estilo guerrilla de Irán en el extranjero. Asesinado por EU en 2020.
- Mohsen Fajrizadeh: fundador del programa nuclear iraní asesinado en noviembre de 2020 por Israel.

## Problemática actual
La disputa contra Irán significa un gasto militar muy fuerte para Arabia Saudita estimado en unos US$57.000 millones en 2020 lo cual resta recursos para el plan de modernización de bin Salmán que pretende reducir la dependencia petrolera saudí. El imperialismo regional iraní el cuesta entre US$15.000 millones y US$20.000 millones al año.      
Irán tiene a China y Rusia de aliados que han estado invirtiendo grandes cantidades en puertos y desarrollo militar en los últimos años. Ambas potencias han entablado grandes acuerdos económicos con Irán aún cuando éste se encuentra sujeto a sanciones económicas por parte de occidente debido a su programa nuclear. 

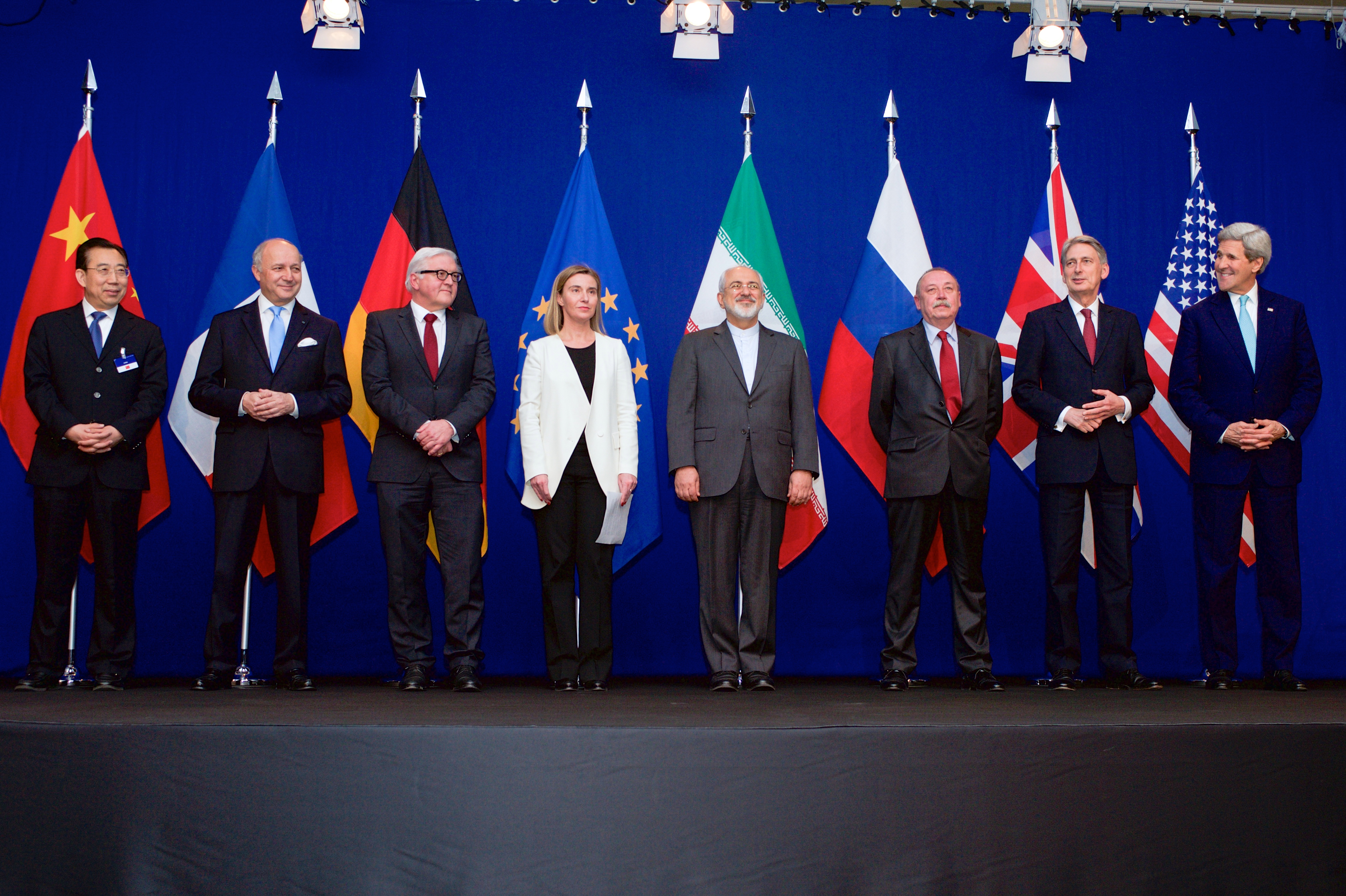
Negociaciones sobre el programa nuclear iraní

Por su parte, Arabia Saudita tiene de aliados a los países del golfo, Sudán, Egipto, Israel y EU. Los saudíes compran una enorme cantidad de armamento de los Estados Unidos mientras que los estadounidenses son de los principales clientes petroleros del gobierno saudí y su segundo socio comercial más importante. En respuesta al programa nuclear iraní, los saudíes han creado  instalaciones de investigación nuclear y se le ha acusado de comprar armas nucleares a Pakistán.

## Acercamiento y disminución de hostilidades
Donald Trump se estableció como un fuerte aliado de Arabia Saudita, principalmente por su estrecha relación con el príncipe heredero. Sin embargo, tras la retirada de Trump del poder y las nuevas políticas de Biden, esto ha significado un alejamiento de Estados Unidos de Medio Oriente, es decir, los saudíes perdieron a uno de sus aliados más poderosos, lo que provocó su acercamiento hacia Israel.
Además, el surgimiento de Rusia como potencia petrolera en la región podría significar la pérdida del su poder geopolítico y petrolero de saudíes e iraníes. El futuro de los ingresos de petrodólares se ve limitado debido a la expansión de los Nord Stream, gasoductos que conectan a Rusia con Europa y, a su vez, acercan a Rusia y Turquía puesto que atraviesa la región norte del país turco.
El acercamiento de años recientes se debe a los beneficios políticos y económicos que significaría para ambas partes. Irán quiere restaurar su relación con Arabia Saudita, quien es la segunda economía más fuerte de Asia Occidental para intentar disminuir los efectos de las sanciones impuestas por EU, ampliar su red de comercio, y abrir la oportunidad de cooperación con los demás países de mayoría sunita.
Del lado saudí, los beneficios del acercamiento con Irán significarían una diversificación económica necesaria para cambiar la percepción internacional el país que estaría ligada a la figura de Muhammad bin Salmán, estandarte de la modernidad saudí. La táctica de modernización es la mayor herramienta de bin Salmán para atraer inversión extranjera a su país, misma que ayudaría a realizar su Visión 2030. El acercamiento a Irán ensancharía las relaciones entre las petro-monarquías del golfo que controlan la producción de petróleo en la región.